# Guejang
Gue-jang (게장) ou Gue-jeot (게젓) é uma espécie de jeot-gal, que na gastronomia coreana são frutos do mar salgados e depois fermentados. Para preparar o gue-jang, se condimentam caranguejos crus usando ou gan-jang (molho de soja, ou shoyu) ou um molho com base a pimenta em pó. 
O termo consiste em duas palavras: gue, que significa "caranguejo", y jang, que significa "molho espesso" em coreano. No passado, gue-jang só se referia a caranguejo condimentado com molho de soja, mas hoje em dia esse tipo é chamado de "gan-jang gue-jang" para diferecia-lo de "yang-nyeom gue-jang" (양념게장). O segundo é uma variedade relativamente nova que só surgiu com a evolução da indústria de restaurantes na Coreia do Sul. Yang-nyeom significa "condimento" ou "condimentado" em coreano, mas se refere ao molho picante que se faz usando pimenta em pó. 

As provincias de Gyeong-sang, Jeolla, e a Ilha de Jéju são famosas por suas variedades especiais de gue-jang. É uma especialidade representativa da cidade de Yeo-su na provincia de Jeolla do Sul, e é um prato tradicional na culinária de Jeolla. 

Segundo uma pesquisa de turistas que visitam a Coreia, muitos dizem que gue-jang é difícil demais para comer porque é muito apimento e salgado. 